# Hawái
Hawái è un singolo del cantante colombiano Maluma, pubblicato il 29 luglio 2020 come secondo estratto dal quinto album in studio Papi Juancho.

## Promozione
Maluma ha eseguito il brano per la prima volta agli MTV Video Music Awards il 30 agosto 2020, così come nell'ambito dei Billboard Latin Music Awards e agli MTV Europe Music Awards l'8 novembre successivo, dove tale è stato incluso in un medley contenente Djadja (Remix).

## Video musicale
Il video, diretto da Jessy Terrero e girato a Miami, è stato reso disponibile il 29 luglio 2020 in concomitanza con l'uscita del brano.

## Tracce
Testi e musiche di Juan Luis Londoño Arias, Andrés Uribe Marín, Bryan Snaider Lezcano Chaverra, Johan Espinosa, Juan Camilo Vargas, Kevin Mauricio Cruz, Kevin Mauricio Jiménez Londoño, René Cano, Stiven Rojas e Édgar Barrera.
1. Hawái – 3:20

## Formazione
- Maluma – voce
- Ily Wonder – produzione
- Jowan – produzione
- Keityn – produzione
- The Rude Boyz – produzione
- Colin Leonard – mastering
- Luis Barrera Jr. – missaggio
- Chan El Genio – registrazione
- Kevin ADG – registrazione
- Édgar Barrera – registrazione

## Remix
Una versione remix realizzata con il cantante canadese The Weeknd è stata pubblicata il 5 novembre 2020.

### Accoglienza
L'EFE ha affermato che «la canzone scorre mentre entrambi gli artisti mantengono intatta la propria identità musicale». Scrivendo per il NME, Andrew Tendrell ha descritto il remix «una perla eccellente da festa», e Jessica Roiz di Billboard ha ritenuto tale versione «focosa».

### Video musicale
Il video musicale relativo a supporto, girato a Los Angeles e diretto nuovamente da Jessy Terrero, è stato reso disponibile il 5 novembre 2020 in concomitanza con la messa in commercio del remix.

### Tracce
1. Hawái (Remix) – 3:20

## Successo commerciale
Hawái ha raggiunto la vetta della Hot Latin Songs statunitense nella pubblicazione del 12 settembre 2020, dove è divenuta la prima canzone di Maluma ad eseguire tale risultato come artista principale. Nella medesima settimana ha accumulato 9,4 milioni di stream, segnando un incremento di tali riproduzioni del 30% rispetto alla pubblicazione precedente in seguito all'esecuzione del brano agli MTV Video Music Awards. È risultata inoltre la canzone latina più venduta nell'arco della settimana, nonché la 4ª più ascoltata in radio.

## Classifiche

### Classifiche settimanali
| Classifica (2020-22)  | Posizione massima |
| --------------------- | ----------------- |
| Argentina             | 1                 |
| Austria               | 58                |
| Belgio (Fiandre)      | 61                |
| Belgio (Vallonia)     | 27                |
| Canada                | 21                |
| Colombia              | 1                 |
| Costa Rica            | 1                 |
| Croazia               | 57                |
| El Salvador           | 1                 |
| Francia               | 86                |
| Germania              | 62                |
| Grecia                | 33                |
| Guatemala             | 1                 |
| Irlanda               | 52                |
| Italia                | 41                |
| Lituania              | 33                |
| Messico               | 1                 |
| Paesi Bassi           | 17                |
| Panama                | 10                |
| Paraguay              | 107               |
| Perù                  | 1                 |
| Portogallo            | 2                 |
| Regno Unito           | 84                |
| Repubblica Dominicana | 1                 |
| Romania               | 8                 |
| Singapore             | 25                |
| Slovacchia            | 64                |
| Spagna                | 1                 |
| Stati Uniti           | 12                |
| Svezia                | 28                |
| Svizzera              | 8                 |

### Classifiche di fine anno
| Classifica (2020) | Posizione |
| ----------------- | --------- |
| Cile              | 4         |
| Colombia          | 3         |
| Costa Rica        | 6         |
| Ecuador           | 2         |
| El Salvador       | 2         |
| Guatemala         | 2         |
| Messico           | 3         |
| Panama            | 9         |
| Paraguay          | 5         |
| Portogallo        | 49        |
| Spagna            | 4         |
| Svizzera          | 77        |
| Uruguay           | 2         |
| Classifica (2021) | Posizione |
| Portogallo        | 59        |
| Spagna            | 31        |